# Beskid Wrzeszczowski
Beskid Wrzeszczowski (875 m) – miejsce na zachodnich stokach Oźnej w Beskidzie Żywiecko-Kisuckim (Grupa Wielkiej Raczy), przez które biegnie granica polsko-słowacka. Znajduje się pomiędzy szczytami przełęczą Graniczne i Kikulą (1087 m). Beskid Wrzeszczowski nie jest szczytem, lecz punktem granicznym, granica w tym miejscu omija wierzchołek Oźnej. Na słowackiej mapie miejsce to nie jest wyróżnione i nie ma nazwy. Zachodnie stoki poniżej Beskidu Granicznego opadają do słowackiej doliny potoku o nazwie Vreščovka, w kierunku wschodnim do wierzchołka Oźnej jest jeszcze 1,2 km oraz 77 m różnicy wysokości.
Beskid Wrzeszczowski znajduje się w terenie częściowo bezleśnym. Polska część zboczy należy do Zwardonia w województwie śląskim, w powiecie żywieckim, w gminie Rajcza. W regionalizacji fizycznogeograficznej Polski według Jerzego Kondrackiego Grupa Wielkiej Raczy zaliczana jest do Beskidu Żywieckiego, w nowszej polskiej regionalizacji z 2018 roku do Beskidu Żywiecko-Kisuckiego, na Słowacji do Beskidu Kisuckiego. Przez Beskid Wrzeszczowski prowadzi znakowany, czerwony szlak turystyczny.

## Nazwa
Państwowy rejestr nazw geograficznych podaje nazwę Beskid Wrzeszczowski. Pochodzi ona od znajdującego się na terenie Słowacji osiedla Vreščovka (po polsku Wrzeszczówka). Według Aleksego Siemionowa jest to nazwa błędna, pierwotna nazwa tego miejsca to Beskid Graniczny, taką nazwę podawał bowiem już Andrzej Komoniecki (1658–1728), autor „Chronografii albo Dziejopisu Żywieckiego”. Błędną nazwę Beskid Wrzeszcz wprowadziła mapa austriacka pod koniec XIX wieku, a za nią późniejsze mapy polskie, potem została ona przekształcona na Beskid Wrzeszczowski. Sąsiadująca z tym miejscem przełęcz zawsze nazywała się Graniczne.
Szlaki turystyczne
 Zwardoń – Skalanka – Beskid Wrzeszczowski – Kikula – Magura – Wielki Przysłop – Wielka Racza. 4:45 godz, z powrotem 4:15 godz.